# Fabiana Anastácio
Fabiana Anastácio Nascimento, conocida como Fabiana Anastácio (Santo André, 23 de febrero de 1975-São Paulo, 4 de junio de 2020), fue una pastora evangélica y cantante brasileña de música cristiana contemporánea.

## Biografía
Era conocida por cantar canciones con un tónico pentecostal. Fabiana comenzó a cantar bajo la influencia de cantantes como Shirley Carvalhaes y Ozéias de Paula. Pero solo ganó notoriedad por un video viral de ella tocando una versión de «Faithful to Me», de Eyshila, en una iglesia. La popularidad lo hizo lanzar su primer álbum en 2012.
Al largo de cerca de siete años de carrera, Fabiana Anastácio lanzó algunos éxitos, como  «El Grande Yo Soy», «Deja Conmigo», «Soy Yo» y «Adoraré».

## Muerte
Fabiana Anastácio murió a los 45 años, el 4 de junio de 2020, víctima de COVID-19.

## Discografía
- 2012: Adorador 1
- 2015: Adorador 2 - Além da Canção
- 2017: Adorador 3 - Além das Circunstâncias
- 2020: Deus É Contigo